# Европско првенство у атлетици у дворани 1990 — скок удаљ за жене
Такмичење у скоку удаљ у женској конкуренцији на 21. Европском првенству у атлетици у дворани 1990. године одржано је 3. марта  у Глазгову (Уједињено Краљевство).
Титулу европске првакиње освојену на Европском првенству у дворани 1989. у Хагу  одбранила је Галина Чистјакова из Совјетског Савеза.

## Земље учеснице
Учествовало је 15. скакачица удаљ из 11 земаља.
1. Западна Немачка (2)
2. Италија (1)
3. Источна Немачка (1)
4. Пољска (1)
5. Португалија (2)
6. Румунија (2)
7. Совјетски Савез (2)
8. Уједињено Краљевство (1)
9. Финска (1)
10. Шведска (1)
11. Шпанија (1)

## Рекорди
| Рекорди пре почетка Европског првенства у дворани 1988.     | Рекорди пре почетка Европског првенства у дворани 1988. | Рекорди пре почетка Европског првенства у дворани 1988. | Рекорди пре почетка Европског првенства у дворани 1988. | Рекорди пре почетка Европског првенства у дворани 1988. | Рекорди пре почетка Европског првенства у дворани 1988. |
| ----------------------------------------------------------- | ------------------------------------------------------- | ------------------------------------------------------- | ------------------------------------------------------- | ------------------------------------------------------- | ------------------------------------------------------- |
| Светски рекорд                                              | Хајке Дрекслер                                          | Источна Немачка                                         | 7,37                                                    | Беч (Аустрија).                                         | 13. фебруар 1988.                                       |
| Европски рекорд у дворани                                   | Хајке Дрекслер                                          | Источна Немачка                                         | 7,37                                                    | Беч (Аустрија).                                         | 13. фебруар 1988.                                       |
| Рекорди европских првенстава у дворани                      | Хајке Дрекслер                                          | Источна Немачка                                         | 7,30'                                                   | Будимпешта, Мађарска                                    | 5. март 1988.                                           |
| Најбољи светски резултат сезоне у дворани                   | Елена Хлопотнова                                        | Совјетски Савез                                         | 7,06                                                    | Чељабинск (Совјетски Савез).                            | 3. фебруар 1990.                                        |
| Најбољи европски резултат сезоне у дворани                  | Елена Хлопотнова                                        | Совјетски Савез                                         | 7,06                                                    | Чељабинск (Совјетски Савез).                            | 3. фебруар 1990.                                        |
| Рекорди после завршеног Европског првенства у дворани 1990. |                                                         |                                                         |                                                         |                                                         |                                                         |
| Нових рекорда није било.                                    |                                                         |                                                         |                                                         |                                                         |                                                         |

## Најбољи европски резултати у 1990. години
Десет најбољих европских такмичарки скоку удаљ у дворани 1990. године пре почетка првенства 3. марта 19901 имале су следећи пласман на европској и светској ранг листи. (СРЛ)  
| 1.  | Елена Хлопотнова  | Совјетски Савез | 7,06 | 3. јануар   | 1. СРЛ    |
| 2.  | Јоланда Чен       | Совјетски Савез | 7,03 | 3. фебруар  | 2. СРЛ    |
| 3.  | Лариса Берожна    | Совјетски Савез | 6,97 | 14. фебруар | 3. СРЛ    |
| 4.  | Маријета Илку     | Румунија        | 6,93 | 21. јануар  | 4. СРЛ    |
| 4.  | Галина Чистјакова | Совјетски Савез | 6,93 | 21. фебруар | 4. СРЛ    |
| 6.  | Инеса Кравец      | Совјетски Савез | 6,92 | 21. јануар  | 6. СРЛ    |
| 7.  | Вера Оленченко    | Совјетски Савез | 6,82 | 24. фебруар | 7. СРЛ    |
| 8.  | Олена Семираз     | Румунија        | 6,70 | 3. фебруар  | 8. СРЛ    |
| 9.  | Јелена Першина    | Совјетски Савез | 6,59 | 3. фебруар  | 9. СРЛ    |
| 10. | Јоланта Бартчак   | Пољска          | 6,57 | 11. фебруар | 10. СРЛ { |

Такмичарке чија су имена подебљана учествовале су на ЕП.

## Освајачице медаља
|                                   |                                   |                             |
| Галина Чистјакова Совјетски Савез | Јелена Хлопотнова Совјетски Савез | Хелга Ратке Источна Немачка |

## Резултати

### Финале
| Пласман | Атлетичарка          | Земља                | ЛР   | ЛРС  | Резултат | Белешка |
| ------- | -------------------- | -------------------- | ---- | ---- | -------- | ------- |
|         | Галина Чистјакова    | Совјетски Савез      | 7,30 | 6,93 | 6,85     |         |
|         | Јелена Хлопотнова    | Совјетски Савез      | 7,17 | 7,06 | 6,74     |         |
|         | Хелга Ратке          | Источна Немачка      | 7,12 | 6,66 | 6,66     |         |
| 4.      | Мирела Дулгери Ренда | Румунија             | 6,72 | 6,56 | 6,57     |         |
| 4.      | Мариета Илку         | Румунија             | 6,95 | 6,95 | 6,57     |         |
| 6.      | Штефани Хин          | Западна Немачкао     | 6,56 | 6,56 | 6,51     |         |
| 7.      | Јоланта Бартчак      | Пољска               | 6,66 | 6,57 | 6,45     |         |
| 8.      | Кристина Сундберг    | Шведска              |      |      | 6,38     |         |
| 9.      | Сабине Браун         | Западна Немачкао     | 6,63 |      | 6,34     |         |
| 10.     | Ана Изабел Оливеира  | Португалија          |      |      | 6,33     |         |
| 11.     | Ким Хагер            | Уједињено Краљевство |      |      | 6,21     |         |
| 12.     | Грегорија Миранда    | Шпанија              |      |      | 6,03     |         |
| 13.     | Тери Хорган          | Ирска                |      |      | 6,01     |         |
| 14.     | Емијлија Таверес     | Португалија          |      |      | 5,82     |         |
| 15.     | Рајне Кутола         | Финскао              |      |      | 4,27     |         |

Подебљани лични рекорди су и национални рекорди земље коју атлетичарка представља

## Укупни биланс медаља у скоку удаљ за жене после 21. Европског првенства у дворани 1970—1990.
|     | Земља                |    |    |    |    |
| --- | -------------------- | -- | -- | -- | -- |
| 1.  | Совјетски Савез      | 4  | 5  | 3  | 12 |
| 2.  | Западна Немачка      | 4  | 4  | 2  | 10 |
| 2.  | Источна Немачка      | 4  | 3  | 4  | 11 |
| 3.  | Чехословачка         | 3  | 5  | 1  | 9  |
| 5.  | Румунија             | 2  | 0  | 3  | 5  |
| 6.  | Пољска               | 1  | 1  | 3  | 5  |
| 7.  | Швајцарска           | 1  | 1  | 1  | 3  |
| 8.  | Уједињено Краљевство | 1  | 0  | 1  | 2  |
| 9.  | Бугарска             | 1  | 0  | 0  | 1  |
| 10. | Мађарска             | 0  | 2  | 0  | 2  |
| 11. | Италија              | 0  | 0  | 1  | 1  |
| 11. | Финска               | 0  | 0  | 1  | 1  |
| 11. | Шведска              | 0  | 0  | 1  | 1  |
|     | Укупно {13}          | 21 | 21 | 21 | 63 |

| 1.  | Галина Чистјакова   | Совјетски Савез | 3 | 2 | 0 | 5 |
| 2.  | Хајке Дрекслер      | Источна Немачка | 3 | 0 | 2 | 5 |
| 3.  | Јармила Нигринова   | Чехословачка    | 2 | 3 | 1 | 6 |
| 4.  | Ева Муркова         | Чехословачка    | 1 | 2 | 0 | 3 |
| 5.  | Мета Антенен        | Швајцарска      | 1 | 1 | 1 | 3 |
| 6.  | Хајде Розендал      | Западна Немачка | 1 | 1 | 0 | 2 |
| 6.  | Лидија Алфејева     | Совјетски Савез | 1 | 1 | 0 | 2 |
| 6.  | Карин Хенел         | Западна Немачка | 1 | 1 | 0 | 2 |
| 9.  | Виорика Вископољану | Румунија        | 1 | 0 | 1 | 2 |
| 9.  | Сабине Евертс       | Западна Немачка | 1 | 0 | 1 | 2 |
| 11. | Илдико Ердељи       | Мађарска        | 0 | 2 | 0 | 2 |
| 12. | Хелга Ратке         | Источна Немачка | 0 | 1 | 2 | 3 |
| 13. | Мирослава Сарна     | Пољска          | 0 | 0 | 2 | 2 |